# Fatemeh Rahbar
Fatemeh Rahbar (em persa: فاطمه رهبر‎; 1964 — 7 de março de 2020) foi uma política conservadora iraniana que serviu como membro do Parlamento do Irão representando Teerão, Rey, Shemiranat e Eslamshahr.
Recém eleita, Rahbar entrou em coma em 5 de março de 2020 devido a doença do novo coronavírus durante o Surto de COVID-19 Ela morreu dois dias depois devido a complicações causadas pela doença.